# Abiol Lual Deng
Pour les articles homonymes, voir Deng.
Abiol Lual Deng, née le 15 mai 1983 à Madison, est une politologue américano-sud-soudanaise et experte en relations internationales.

## Biographie
Abiol Lual Deng naît le 15 mai 1983 à Madison dans le Wisconsin. Sa famille est d'origine sud-soudanaise. Son père, Lual A. Deng, est économiste et conseiller du Mouvement populaire de libération du Soudan,. 
Abiol Lual Deng est étudiante au Colorado College (2001-2002), puis elle fait des études de français de 2002 à 2005 à l'université de Virginie dont elle est diplômée (BA),. Elle poursuit ses études à Paris, et obtient en 2007 un master à l'université Paris-Sorbonne,.
Elle travaille dans le domaine de l'aide humanitaire et de la résolution de conflits en Amérique, Afrique et Europe. Son travail se concentre souvent sur des problèmes affectant les populations et les pays d'Afrique orientale et centrale, elle travaille par exemple au Tchad, en République démocratique du Congo, au Soudan du Sud et au Soudan.
Elle travaille dans le secteur privé, ainsi que pour des agences gouvernementales et des organisations non gouvernementales, telles que Médecins sans frontières. Abiol Lual Deng s'intéresse particulièrement à l'utilisation des médias sociaux dans les situations de conflit, où les médias d'État peuvent être biaisés. Depuis 2021, elle est « Global Mentor » dans le cours French for Global Development du département de français de l'université de Virginie de Karen James.

## Publications
- Deng, A. L., 'Facts or Rumors?' Digital Development Debates (2017), 17.
- Light, E., Bacas, J. L., Dragona, D., Kämpf, K. M., Peirano, M., Pelizzer, Valentina, Rogers, C., Sprenger, F., Rowan, J., & Deng, A. L. (2018). Infrastructures of Dis/Connection: Of Drones, Migration, and Digital Care. Imaginations: Journal of Cross-Cultural Image Studies, 8(2), 56–63[10].